# Дискография Леонарда Коэна
Поэзия — это доказательство жизни. Если твоя жизнь пылает, поэзия — это её пепел.
Дискография Леонарда Коэна (англ. Leonard Cohen), канадского поэта и автора-исполнителя, включает в себя 14 студийных альбомов, 8 концертных альбомов, 5 сборников, 43 сингла и 7 видеоклипов. Все альбомы музыканта были выпущены лейблом Columbia Records.
Леонард Коэн начал свой творческий пусть на ниве беллетристики, написав два романа и пять сборников поэзии, принесшие ему славу знаковой фигуры канадского бит-движения. В возрасте 32-х лет он счёл написание песен более выгодным занятием, нежели создание поэзии и прозы — так началась музыкальная карьера канадца.
Половину своих студийных альбомов он выпустил во второй половине 1960-х и в 1970-х годах. Ранние пластинки Songs of Leonard Cohen, Songs from a Room и Songs of Love and Hate представляли собой записи фолк-музыки, без инструментального изобилия и с характерным сырым звучанием, благодаря чему их исполнителя стали называть бардом и трубадуром. Однако уже в альбоме New Skin for the Old Ceremony Коэн использовал разнообразие струнных и ударных инструментов, а его следующую запись Death of a Ladies’ Man спродюсировал изобретатель техники «стена звука» Фил Спектор.
В 1980-х вышли альбомы Various Positions и I’m Your Man, на которых музыкант активно экспериментировал с синтезатором и начал использовать женский бэк-вокал. Реакция Columbia Records на новые увлечения Коэна была неоднозначной — долгое время руководство лейбла отказывалось выпускать Various Positions, считая запись неудачной.
В начале 1990-х поэт страдал тяжёлой депрессией, принимал наркотики, не обходился без сигарет и алкоголя. Он выпустил всего один альбом — The Future, который стал одной из самых успешных работ Леонарда. В середине десятилетия исполнитель удалился в горный монастырь в районе Лос-Анджелеса, где начал практиковать дзэн и получил имя Джикан. В первой половине 2000-х вышли две новые пластинки — Ten New Songs и Dear Heather, тексты которых были написаны Коэном в зале для медитаций при монастыре.
Вскоре канадский музыкант был вынужден прекратить уединение, чтобы поправить своё финансовое положение — обнаружилась пропажа нескольких миллионов долларов, которые обманным путём сняла со счёта Коэна его бывший менеджер Келли Линч. В 2008 году исполнитель отправился в многолетний гастрольный тур, который — с небольшими перерывами — продолжался до его смерти в 2016-м, а в 2012 году выпустил альбом Old Ideas, который стал его самой коммерчески успешной работой и получил канадскую премию «Джуно» — аналог американского «Грэмми».
22 сентября 2014 года — на следующий день после 80-летия поэта — был издан альбом Popular Problems («Популярные проблемы»). Несмотря на почтенный возраст, Леонард приступил к работе над новым материалом, который он с иронией окрестил Unpopular Solutions («Непопулярные решения»). Первую композицию, «You Want It Darker», музыкант представил на свой 82-й день рождения, а одноимённый альбом вышел месяцем позже. На пресс-конференции по этому случаю Коэн опроверг слухи о проблемах со здоровьем и сообщил аудитории, что собирается жить вечно. Через две недели после этого он умер.
Леонард Коэн известен своим тщательным подходом к написанию песен, текст «The Future» он переписывал десятки раз, над «Hallelujah» работал пять лет, над «In My Secret Life» — целых тринадцать. Темы творчества поэта — любовь и секс, душа и смерть — вечные жизненные вопросы.

## Студийные альбомы
| 1967                                                                       | Songs of Leonard Cohen - Издан 27 декабря        | —  | —  | —    | 13 | —  | —  | — | —  | —  | —  | —  | —  | —  | —  | 83  | —  | —  | —  | —  | —  | Список DE: Золотой |
| 1969                                                                       | Songs from a Room - Издан 24 марта               | —  | —  | —    | 2  | —  | —  | — | —  | —  | —  | 10 | —  | —  | —  | 63  | —  | —  | —  | —  | —  | |
| 1971                                                                       | Songs of Love and Hate - Издан 19 марта          | 8  | —  | —    | 4  | 27 | 24 | — | —  | —  | —  | 63 | 2  | —  | 11 | 145 | —  | —  | —  | —  | —  | |
| 1974                                                                       | New Skin for the Old Ceremony - Издан 11 августа | 86 | 2  | —    | 24 | —  | 17 | — | —  | —  | —  | —  | 18 | —  | —  | —   | —  | —  | —  | —  | —  | |
| 1977                                                                       | Death of a Ladies’ Man - Издан 13 ноября         | 85 | —  | —    | 35 | —  | —  | — | —  | —  | —  | —  | —  | —  | 20 | —   | —  | —  | —  | —  | 15 | |
| 1979                                                                       | Recent Songs - Издан 27 сентября                 | —  | 24 | —    | —  | —  | 56 | — | —  | —  | —  | —  | —  | —  | —  | —   | —  | —  | —  | —  | —  | |
| 1984                                                                       | Various Positions - Издан 11 декабря             | 52 | 18 | —    | 52 | —  | 43 | — | 99 | —  | —  | 60 | —  | 33 | 3  | —   | 2  | —  | —  | 17 | 12 | Список FI: Золотой |
| 1988                                                                       | I’m Your Man - Издан 2 февраля                   | —  | 22 | —    | 48 | —  | 32 | — | 84 | 45 | —  | 34 | 16 | —  | 1  | —   | 2  | —  | —  | 9  | 6  | Список GB: Серебряный CA: Золотой NO: 4×платиновый FI: Золотой SE: Платиновый ES: Платиновый                                           |
| 1992                                                                       | The Future - Издан 24 ноября                     | —  | 5  | —    | 36 | —  | 79 | — | —  | —  | —  | 7  | 56 | 42 | 3  | —   | 19 | —  | —  | 21 | 5  | Список GB: Серебряный CA: 2×платиновый SE: Золотой                                                                                     |
| 2001                                                                       | Ten New Songs - Издан 9 октября                  | 67 | 5  | 3 6  | 26 | 22 | 16 | 1 | 7  | —  | 4  | 4  | 18 | —  | 1  | 143 | 35 | 3  | 49 | 10 | 3  | Список CA: Платиновый NO: Платиновый PL: Платиновый CH: Золотой SE: Золотой                                                            |
| 2004                                                                       | Dear Heather - Издан 26 октября                  | 98 | 13 | 26 9 | 34 | —  | 19 | 1 | 5  | —  | —  | 5  | 34 | —  | 2  | 131 | 22 | 34 | —  | 13 | 8  | Список DK: Золотой NO: Золотой PL: Золотой                                                                                             |
| 2012                                                                       | Old Ideas - Издан 31 января                      | 2  | 2  | 1 1  | 2  | 1  | 4  | 2 | 2  | 1  | 14 | 1  | 1  | 1  | 1  | 1   | 1  | 4  | 1  | 2  | 2  | Список AT: Золотой BE: Золотой IE: Золотой CA: Платиновый NZ: Золотой PL: 2×платиновый FI: Золотой FR: Золотой CH: Золотой SE: Золотой |
| 2014                                                                       | Popular Problems - Издан 22 сентября             | 6  | 1  | 2 1  | 5  | 6  | 4  | 1 | 2  | 3  | 5  | 1  | 1  | 1  | 1  | 15  | 2  | 2  | 1  | 1  | 5  | Список AT: Золотой CA: Платиновый NZ: Золотой PL: 2×платиновый CH: Золотой                                                             |
| 2016                                                                       | You Want It Darker - Издан 21 октября            | 6  | 1  | 5 1  | 4  | 14 | 5  | 1 | 1  | 3  | 8  | 1  | 1  | 1  | 1  | 10  | 7  | 4  | 1  | 2  | 1  | |
| 2019                                                                       | Thanks for the Dance - Издан 22 ноября           | —  | —  | —    | —  | —  | —  | — | —  | —  | —  | —  | —  | —  | —  | —   | —  | —  | —  | —  | —  | |
| Знак «—» означает, что альбом не попал в чарт или не был выпущен в стране. |                                                  |    |    |      |    |    |    |   |    |    |    |    |    |    |    |     |    |    |    |    |    | |

## Концертные альбомы
| 1973                                                                       | Live Songs - Издан 1 апреля                               | —  | 8  | —     | —  | —  | 30 | —  | —  | —  | —  | —  | —  | — | 156 | —  | —   | —  | —  | —  |                                                 |
| 1994                                                                       | Cohen Live - Издан 28 июня                                | —  | —  | —     | 35 | —  | 97 | —  | —  | —  | 85 | —  | —  | — | —   | —  | —   | —  | 50 | 25 |                                                 |
| 2001                                                                       | Field Commander Cohen - Издан 20 февраля                  | —  | —  | —     | —  | —  | —  | —  | —  | —  | —  | —  | —  | — | —   | —  | 109 | —  | —  | —  |                                                 |
| 2009                                                                       | Live in London - Издан 31 марта                           | 26 | 9  | 17 4  | 19 | 2  | 13 | 4  | 3  | 7  | 7  | 7  | 4  | 8 | 76  | 7  | 15  | 5  | 23 | 14 | Список HU: Золотой IE: Золотой CA: 3×платиновый |
| 2009                                                                       | Live at the Isle of Wight 1970 - Издан 19 октября         | —  | —  | 71    | 68 | —  | —  | —  | 73 | —  | —  | 56 | —  | — | —   | —  | 161 | —  | —  | —  |                                                 |
| 2010                                                                       | Songs from the Road - Издан 14 сентября                   | —  | 7  | 19 5  | —  | 8  | 36 | 23 | —  | 15 | 10 | 26 | 11 | 7 | 112 | 37 | 35  | 8  | 29 | 39 | Список HU: Золотой PL: Золотой                  |
| 2014                                                                       | Live in Dublin - Издан 2 декабря                          | —  | 33 | 63 31 | 84 | 33 | 53 | —  | —  | 79 | —  | 19 | —  | — | —   | —  | 119 | 87 | 48 | —  |                                                 |
| 2015                                                                       | Can’t Forget: A Souvenir of the Grand Tour - Издан 12 мая | 39 | 17 | 44 14 | 18 | 16 | 23 | 28 | 5  | 26 | 8  | 4  | 29 | — | 100 | —  | 110 | 17 | 18 | 39 |                                                 |
| Знак «—» означает, что альбом не попал в чарт или не был выпущен в стране. |                                                           |    |    |       |    |    |    |    |    |    |    |    |    |   |     |    |     |    |    |    |                                                 |

## Сборники
| 1975                                                                       | The Best of Leonard Cohen - Дата выхода: 1 января     | — | —  | —     | —  | —  | 43 | —  | 6  | —  | —  | 86 | —  | — | —  | —   | —  | —  | —  | Список US: Золотой                                        |
| 1997                                                                       | More Best of Leonard Cohen - Дата выхода: 7 октября   | — | 41 | 24 19 | —  | —  | —  | —  | —  | —  | 90 | 69 | —  | 7 | 19 | —   | 45 | —  | 22 | Список PL: Платиновый                                     |
| 2002                                                                       | The Essential Leonard Cohen - Дата выхода: 22 октября | — | 23 | —     | 70 | 17 | 76 | 17 | 16 | 51 | —  | 10 | 29 | 3 | 6  | 117 | —  | 98 | 8  | Список NO: Платиновый PL: Золотой FI: Золотой SE: Золотой |
| 2008                                                                       | The Essential 3.0. - Дата выхода: 26 августа          | 9 | —  | —     | 57 | —  | —  | —  | —  | —  | —  | —  | 17 | — | —  | —   | 10 | —  | —  | Список AU: Платиновый                                     |
| 2009                                                                       | Greatest Hits - Дата выхода: 13 июля                  | — | 28 | —     | 29 | 1  | 51 | —  | —  | —  | —  | —  | —  | — | 34 | —   | —  | —  | —  | Список AU: 2×платиновый DE: Золотой                       |
| Знак «—» означает, что альбом не попал в чарт или не был выпущен в стране. |                                                       |   |    |       |    |    |    |    |    |    |    |    |    |   |    |     |    |    |    |                                                           |

## Мини-альбомы
| Год  | Альбом                                       | Информация |
| ---- | -------------------------------------------- | --- |
| 2012 | Live in Fredericton - Дата выхода: 21 апреля | Пластинка состоит из пяти песен, записанных 11 мая 2008 года в канадском городе Фредериктон, на первом концерте Леонарда Коэна с 1993 года. Мини-альбом был издан ограниченным тиражом исключительно на виниле и распространялся только в День музыкального магазина. |

## Синглы
| 1967                                                                      | «Suzanne»                                                  | —  | —     | —  | —  | — | —  | —  | —  | —   | —  | Songs of Leonard Cohen                     |
| 1968                                                                      | «So Long, Marianne / Hey, That’s No Way to Say Goodbye»    | —  | —     | —  | —  | — | —  | —  | —  | —   | —  | Songs of Leonard Cohen                     |
| 1969                                                                      | «Bird on the Wire»                                         | —  | —     | —  | —  | — | —  | —  | —  | —   | —  | Songs from a Room                          |
| 1969                                                                      | «The Partisan»                                             | —  | —     | —  | —  | — | —  | —  | —  | —   | —  | Songs from a Room                          |
| 1971                                                                      | «Joan of Arc»                                              | —  | —     | —  | —  | — | —  | —  | —  | —   | —  | Songs of Love and Hate                     |
| 1971                                                                      | «Diamonds in the Mine»                                     | —  | —     | —  | —  | — | —  | —  | —  | —   | —  | Songs of Love and Hate                     |
| 1971                                                                      | «Dress Rehearsal Rag / Avalanche»                          | —  | —     | —  | —  | — | —  | —  | —  | —   | —  | Songs of Love and Hate                     |
| 1971                                                                      | «The Stranger Song»                                        | —  | —     | —  | —  | — | —  | —  | —  | —   | —  | Songs of Leonard Cohen                     |
| 1971                                                                      | «Winter Lady»                                              | —  | —     | —  | —  | — | —  | —  | —  | —   | —  | Songs of Leonard Cohen                     |
| 1971                                                                      | «So Long, Marianne / Bird on the Wire»                     | —  | —     | —  | —  | — | —  | —  | —  | —   | —  | Songs of Leonard Cohen / Songs from a Room |
| 1973                                                                      | «Passing Through»                                          | —  | —     | —  | —  | — | —  | —  | —  | —   | —  | Live Songs                                 |
| 1974                                                                      | «Lover Lover Lover»                                        | —  | —     | —  | —  | 9 | —  | —  | —  | —   | —  | New Skin for the Old Ceremony              |
| 1975                                                                      | «Tonight Will Be Fine»                                     | —  | —     | —  | —  | — | —  | —  | —  | —   | —  | Songs from a Room                          |
| 1976                                                                      | «Suzanne»                                                  | —  | —     | —  | —  | — | —  | —  | —  | —   | —  | The Best of Leonard Cohen                  |
| 1976                                                                      | «Do I Have to Dance All Night (Live) / The Butcher (Live)» | —  | —     | —  | —  | — | —  | —  | —  | —   | —  | Неальбомный сингл                          |
| 1977                                                                      | «Memories»                                                 | —  | —     | —  | —  | — | —  | —  | —  | —   | —  | Death of a Ladies’ Man                     |
| 1977                                                                      | «True Love Leaves No Traces»                               | —  | —     | —  | —  | — | —  | —  | —  | —   | —  | Death of a Ladies’ Man                     |
| 1978                                                                      | «Suzanne / Bird on the Wire»                               | —  | —     | —  | —  | — | —  | —  | —  | —   | —  | Songs of Leonard Cohen / Songs from a Room |
| 1979                                                                      | «The Guests»                                               | —  | —     | —  | —  | — | —  | —  | —  | —   | —  | Recent Songs                               |
| 1984                                                                      | «Dance Me to the End of Love»                              | —  | —     | —  | —  | — | —  | —  | —  | —   | —  | Various Positions                          |
| 1984                                                                      | «Hallelujah»                                               | —  | —     | —  | —  | — | —  | —  | —  | —   | —  | Various Positions                          |
| 1986                                                                      | «Take This Waltz»                                          | —  | —     | —  | —  | — | —  | —  | —  | —   | —  | Poets in New York                          |
| 1988                                                                      | «First We Take Manhattan»                                  | —  | —     | —  | —  | — | —  | —  | —  | —   | —  | I’m Your Man                               |
| 1988                                                                      | «I’m Your Man»                                             | —  | —     | —  | —  | — | —  | —  | —  | —   |    | I’m Your Man                               |
| 1988                                                                      | «Ain’t No Cure for Love»                                   | —  | —     | —  | —  | — | —  | —  | —  | —   | —  | I’m Your Man                               |
| 1988                                                                      | «Everybody Knows»                                          | —  | —     | —  | —  | — | —  | —  | —  | —   | —  | I’m Your Man                               |
| 1989                                                                      | «I Can’t Forget»                                           | —  | —     | —  | —  | — | —  | —  | —  | —   | —  | I’m Your Man                               |
| 1992                                                                      | «Closing Time»                                             | —  | —     | —  | —  | — | —  | 70 | —  | —   | —  | The Future                                 |
| 1992                                                                      | «Democracy»                                                | —  | —     | —  | —  | — | —  | —  | —  | —   | —  | The Future                                 |
| 1993                                                                      | «The Future»                                               | —  | —     | —  | —  | — | —  | —  | —  | —   | —  | The Future                                 |
| 1993                                                                      | «Be for Real»                                              | —  | —     | —  | —  | — | —  | —  | —  | —   | —  | The Future                                 |
| 1994                                                                      | «Dance Me to the End of Love (Live)»                       | —  | —     | —  | —  | — | —  | —  | —  | —   | —  | Cohen Live                                 |
| 1997                                                                      | «Never Any Good»                                           | —  | —     | —  | —  | — | —  | —  | —  | —   | —  | More Best of Leonard Cohen                 |
| 2001                                                                      | «In My Secret Life»                                        | —  | —     | —  | —  | — | —  | —  | —  | —   | —  | Ten New Songs                              |
| 2002                                                                      | «Boogie Street»                                            | —  | —     | —  | —  | — | —  | —  | —  | —   | —  | Ten New Songs                              |
| 2004                                                                      | «The Letters»                                              | —  | —     | —  | —  | — | —  | —  | —  | —   | —  | Dear Heather                               |
| 2007                                                                      | «So Long, Marianne / Bird on the Wire»                     | —  | —     | —  | —  | — | —  | —  | —  | —   | —  | Songs of Leonard Cohen / Songs from a Room |
| 2007                                                                      | «Hallelujah»                                               | 67 | —     | 36 | —  | — | —  | —  | 27 | —   | 16 | The Essential 3.0.                         |
| 2009                                                                      | «The Future (Live) / Suzanne (Live)»                       | —  | —     | —  | —  | — | —  | —  | —  | —   | —  | Live in London                             |
| 2011                                                                      | «Show Me the Place»                                        | —  | 24    | —  | —  | — | —  | —  | —  | —   | —  | Old Ideas                                  |
| 2012                                                                      | «Darkness»                                                 | —  | 35 93 | —  | —  | — | —  | —  | —  | —   | —  | Old Ideas                                  |
| 2014                                                                      | «Almost Like the Blues»                                    | —  | —     | —  | 16 | — | 35 | —  | —  | 133 | —  | Popular Problems                           |
| 2016                                                                      | «You Want It Darker»                                       | —  | 6     | —  | —  | — | —  | —  | —  | 68  | —  | You Want It Darker                         |
| Знак «—» означает, что сингл не попал в чарт или не был выпущен в стране. |                                                            |    |       |    |    |   |    |    |    |     |    |                                            |

## Видеоальбомы
| Год  | Альбом                                                                    | Информация                                                                                          |
| ---- | ------------------------------------------------------------------------- | --------------------------------------------------------------------------------------------------- |
| 1988 | Songs from The Life Of Leonard Cohen - Дата выхода: невозможно установить | - Тип материала: Концертное видео и документальные записи                                           |
| 2009 | Live in London - Дата выхода: 31 марта                                    | - Тип материала: Концертное видео - Достижения: 1 место в HU; 2 место в CZ; золотой сертификат в DE |
| 2009 | Live at the Isle of Wight 1970 - Дата выхода: 19 октября                  | - Тип материала: Концертное видео                                                                   |
| 2010 | Bird On A Wire - Дата выхода: 6 августа                                   | - Тип материала: Концертное видео и документальные записи                                           |
| 2010 | Songs from the Road - Дата выхода: 14 сентября                            | - Тип материала: Концертное видео - Достижения: 17 место в HU; 8 место в CZ                         |

## Видеоклипы
| Год  | Видео                         | Информация                                                                            |
| ---- | ----------------------------- | ------------------------------------------------------------------------------------- |
| 1985 | «Dance Me to the End of Love» | Чёрно-белое видео, снятое французским фотографом и подругой Коэна Доминик Иссерман.   |
| 1986 | «Take This Waltz»             | Цветное видео, снимавшееся в доме Федерико Гарсиа Лорки в Гранаде, Испания.           |
| 1987 | «First We Take Manhattan»     | Цветное видео с Коэном и Стиви Рэй Воэном на песню в исполнении Дженнифер Уорнс.      |
| 1988 | «First We Take Manhattan»     | Чёрно-белое видео, снятое Доминик Иссерман в коммуне Трувиль, Франция.                |
| 1992 | «Closing Time»                | Чёрно-белое видео, снятое Кёртисом Верфрицом в ночном клубе «Матадор» в Торонто, США. |
| 1993 | «The Future»                  | Цветное видео в сочетании с подводной съёмкой режиссёра Кёртиса Верфрица.             |
| 1994 | «Dance Me to the End of Love» | Цветное видео концертную версию песни с альбома Cohen Live: Leonard Cohen in Concert. |
| 2001 | «In My Secret Life»           | Цветное видео, снятое канадскими фотографом Флорией Сигизмонди в Торонто и Монреале.  |

## Бокс-сеты
| Год  | Альбом                                                            | Информация |
| ---- | ----------------------------------------------------------------- | --- |
| 2008 | The Collection - Дата выхода: 30 июня                             | - Содержание: Songs of Leonard Cohen, Various Positions, I’m Your Man, The Future, Ten New Songs. - Достижения: 62 место в VL; 17 место в FI |
| 2011 | The Complete Studio Albums Collection - Дата выхода: 10 октября   | - Содержание: Все студийные альбомы, за исключением Old Ideas, изданного позднее. - Достижения: 72 место в NL; 33 место в NO                 |
| 2011 | The Complete Columbia Albums Collection - Дата выхода: 11 октября | - Содержание: Все студийные и концертные альбомы, за исключением Old Ideas, изданного позднее.                                               |

## Приглашённый исполнитель
| Год  | Альбом                                           | Информация |
| ---- | ------------------------------------------------ | --- |
| 1974 | The Earl Scruggs Revue                           | Альбом Эрла Скраггса, Леонард Коэн вместе с Джоан Баэз исполняет песню «Passing Through».                        |
| 1987 | Famous Blue Raincoat                             | Альбом песен Коэна в исполнении Дженнифер Уорнс, трибьют канадцу. Поёт собственную «Joan of Arc» дуэтом с Уорнс. |
| 1990 | Are You Okay?                                    | Альбом синти-поп-коллектива Was (Not Was), вместе с группой исполняет песню «Elvis’ Rolls Royce».                |
| 1990 | Weird Nightmare: Meditations on Mingus           | Альбом-трибьют Чарльзу Мингусу, Коэн декламирует поэму «The Chill of Death» в композиции «Eclipse».              |
| 1993 | Duets                                            | Альбом-сборник дуэтов Элтона Джона, Леонард присутствует в треке «Born to Lose».                                 |
| 2006 | Leonard Cohen: I’m Your Man                      | Альбом-саундтрек к одноимённому биографическому фильму, исполняет собственную «Tower of Song» вместе с U2.       |
| 2007 | Tribute to Paul Simon: Take Me to the Mardi Gras | Альбом-трибьют участнику Simon and Garfunkel Полу Саймону, Коэн декламирует песню дуэта «The Sounds of Silence». |
| 2007 | River: The Joni Letters                          | Альбом песен Джони Митчелл в исполнении Хербри Хэнкока, декламация канадца присутствует в «The Jungle Line».     |
| 2008 | Born to the Breed: A Tribute to Judy Collins     | Альбом-трибьют американской певице Джуди Коллинз, Леонард декламирует композицию «Since You’ve Asked».           |

## Прочее
| Год  | Альбом                                           | Информация                                                                                           |
| ---- | ------------------------------------------------ | --- |
| 1985 | Night Magic - Дата выхода: невозможно установить | Тексты Коэна и музыка Льюиса Фьюри, запись позиционируется как саундтрек к одноимённому мюзиклу.     |
| 2006 | Blue Alert - Дата выхода: 19 мая                 | Альбом американской певицы Анджани, авторство текстов, аранжировка и продюсирование Леонарда Коэна.  |
| 2008 | Book of Longing - Дата выхода: 11 декабря        | Музыкальная интерпретация поэзий Коэна Филипом Глассом, ряд композиций включает декламацию Леонарда. |